# Hycleus scutellatus
Hycleus scutellatus là một loài bọ cánh cứng trong họ Meloidae. Loài này được Rosenhauer miêu tả khoa học năm 1856.